# Deskorolka elektryczna

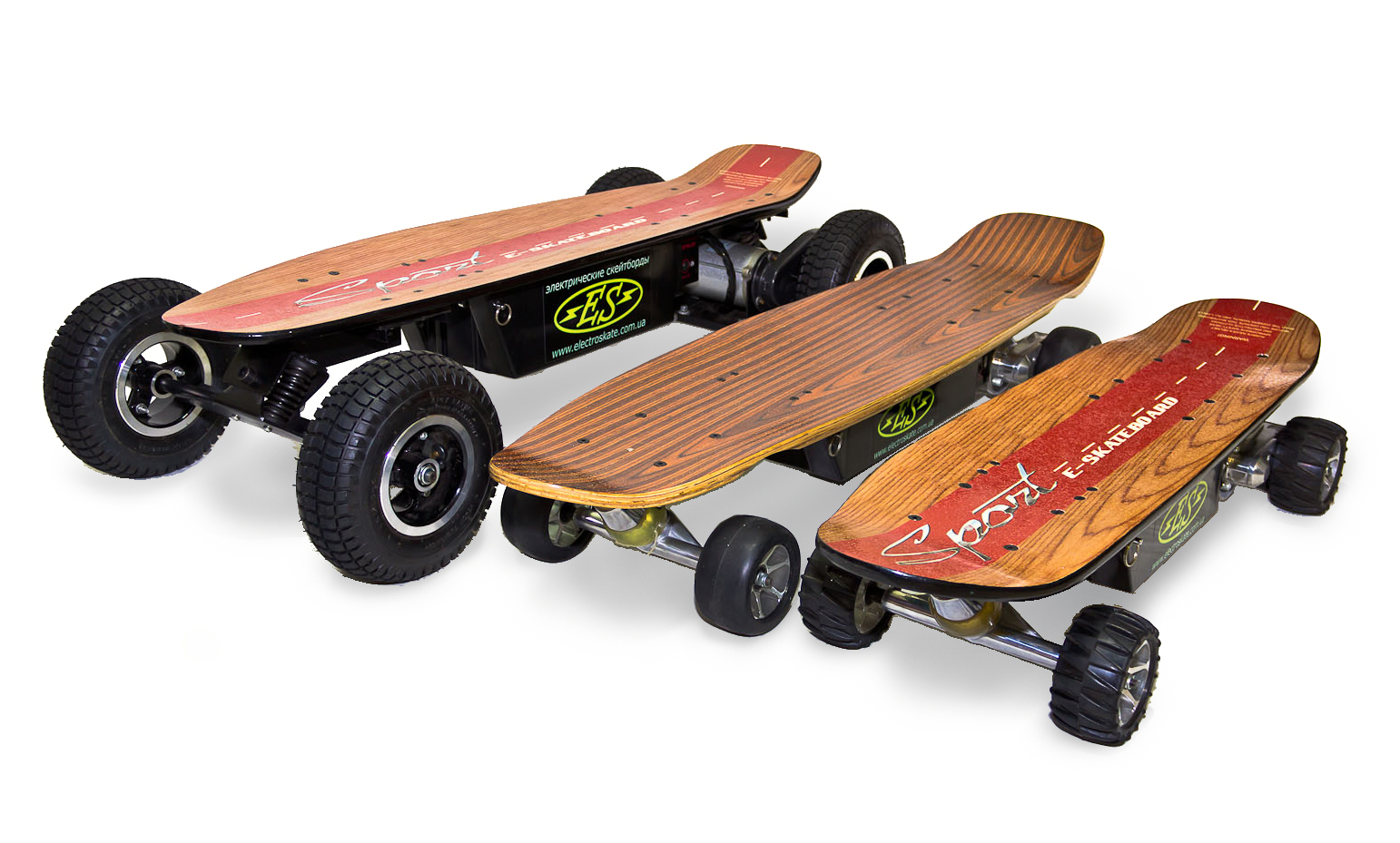
Deskorolki elektryczne w różnych rozmiarach

Deskorolka elektryczna – urządzenie transportu osobistego oparte na deskorolce. Prędkość jest zwykle kontrolowana przez bezprzewodowy, ręczny pilot przepustnicy lub przesuwanie ciężaru ciała kierowcy między przodem deski do jazdy do przodu i tyłem do hamowania. Kierunek jazdy w prawo lub w lewo reguluje się, przechylając deskę w jedną lub drugą stronę. Klasyfikacja elektrycznych deskorolek (np. czy kwalifikują się jako „pojazd”) i legalność ich używania na drogach lub chodnikach różni się w zależności od kraju. W Polsce podlega regulacjom dotyczącym urządzeń transportu osobistego.

## Historia
Wczesnym protoplastą deskorolki elektrycznej był MotoBoard, który był napędzany benzyną. Pierwszy egzemplarz powstał latem 1975 roku, ale został zakazany w Kalifornii w 1997 roku z powodu hałasu i zanieczyszczenia.
Nowoczesne urządzenia to deskorolki elektryczne. Powstanie ich zapoczątkował Louie Finkle z Seal Beach w Kalifornii i jest często wymieniany jako twórca nowoczesnej deskorolki elektrycznej, oferując swoją pierwszą bezprzewodową deskorolkę elektryczną w 1997 r.  opatentowaną przez niego w kwietniu 1999 r., jakkolwiek dopiero po 2004  silniki elektryczne i akumulatory były dostępne z wystarczającym momentem obrotowym i wydajnością, aby efektywnie zasilać deskorolki.
W 2012 roku firma ZBoard przekroczyła prawie 30-krotnie swój cel finansowy na Kickstarterze dla swojego projektu deskorolki elektrycznej z kontrolą równowagi, co zostało dostrzeżone na targach Consumer Electronics Show w Las Vegas w styczniu 2013. Ich kampania w 2015 roku na Indiegogo była 86 razy większa niż założenia, co pozwoliło zebrać 1 milion dolarów na rozwój projektów deskorolek elektrycznych.

## Zobacz także
- Deska żyroskopowa
- Monocykl elektryczny
- Hulajnoga elektryczna
- Segway